# 圣欧仁 (索恩-卢瓦尔省)
圣欧仁（法語：Saint-Eugène，發音：[sɛ̃t‿øʒɛn] ⓘ）是法国索恩-卢瓦尔省的一个市镇，属于欧坦区。

## 地理
圣欧仁（46°44'14"N, 4°11'38"E）面积35.27 平方千米，位于法国勃艮第-弗朗什-孔泰大區索恩-卢瓦尔省，该省份为法国中部省份，北起顺时针与科多尔省、汝拉省、安省、罗讷省、卢瓦尔省、阿列省和涅夫勒省接壤。
与圣欧仁接壤的市镇（或旧市镇、城区）包括：拉塔尼耶尔、拉布莱、沙尔穆瓦、栋皮埃尔苏桑维涅、圣贝兰苏桑维涅、桑维涅莱米讷、阿鲁河畔土伦。
圣欧仁的时区为UTC+01:00、UTC+02:00（夏令时）。

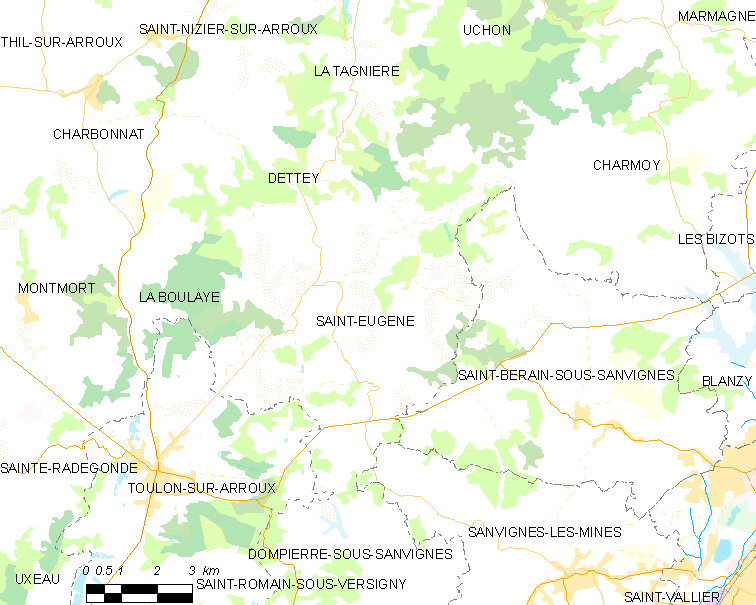
圣欧仁的OSM定位图

## 行政
圣欧仁的邮政编码为71320，INSEE市镇编码为71411。

## 政治
圣欧仁所属的省级选区为欧坦第二县。

## 人口

1962-2008年间圣欧仁人口变化图示

圣欧仁于2022年1月1日时的人口数量为150人。